# Johann Stegner
Johann Stegner (* 20. Dezember 1866 in Frohnlach; † 7. Januar 1954 in Coburg) war ein deutscher Politiker (SPD).

## Leben
Johann Stegner, Sohn eines Bauarbeiters, wuchs in Scheuerfeld auf. Er machte eine Brauerlehre und ging anschließend auf eine mehrjährige Wanderschaft. Anfangs arbeitete er als Brauer, bis er im Jahr 1900 als Gastwirt in Coburg eine Wirtschaft pachtete. Stegner war im Jahr 1903 Mitbegründer des Coburger Konsumvereins. 1909 wurde er beim Konsumverein Vorstandsmitglied und hauptamtlicher Kassenführer. Dort war er bis zu seinem Ruhestand im Jahr 1932 tätig. Zusätzlich wirkte er von 1906 bis 1917 als Vorsitzender des Gewerkschaftskartells Coburg.

## Politik
Um 1890 trat Johann Stegner der Sozialdemokratischen Partei Deutschlands bei, für die er 1908 und 1912 bei den Wahlen zum Coburger Landtag kandidierte. Im November 1918 wurde er Vorsitzender des Coburger Arbeiterrates und zog nach der Wahl vom 9. Februar 1919 als Abgeordneter für die SPD in die Coburger Landesversammlung ein. Deren Mitglied war er bis zur Auflösung (infolge der Vereinigung des Freistaats Coburg mit dem Freistaat Bayern) am 30. Juni 1920. Ab dem 19. März 1920 bis zur Nachwahl am 7. November 1920, anfangs mit beratender Stimme, vertrat er das Coburger Land mit Hermann Mämpel und Hans Schack im bayerischen Landtag.

## Weblink
- Johann Stegner in der Parlamentsdatenbank des Hauses der Bayerischen Geschichte in der Bavariathek

| Personendaten    | Personendaten             |
| ---------------- | ------------------------- |
| NAME             | Stegner, Johann           |
| KURZBESCHREIBUNG | deutscher Politiker (SPD) |
| GEBURTSDATUM     | 20. Dezember 1866         |
| GEBURTSORT       | Frohnlach                 |
| STERBEDATUM      | 7. Januar 1954            |
| STERBEORT        | Coburg                    |